# Bloodhound Gang
Bloodhound Gang er et amerikansk rockband dannet i 1992. Gruppens medlemmer består af: Jimmy Pop Ali, Q-Ball, Evil Jared, Daniel P. Carter og The Yin. Bandet er særligt kendt for deres sangtekster som primært har elementer af morbid humor og tabubelagte emner, alt sammen med en humoristisk undertone.
Gruppen var oprindelig en duet bestående af Jimmy Pop Ali og Lupus. Med deres Beastie Boys-inspirerede demo 'Dingleberry Fingers' opnåede de en kontrakt med Columbia og udgav albummet 'Use Your Fingers' i 1994. Pladen floppede dog fælt og blodhundene blev smidt på porten af pladeselskabet.
Efter dette blev duoen udvidet til den nuværende kvintet, der i 1996 udgav opfølgeren 'One Fierce Beer Coaster'. Pladen indeholdt en omgang nørdet hiphop-rock, hvor Bloodhound Gang i bedste Beavis and Butthead-stil jokede sig gennem fortællinger om bøsser, en-armede trommeslagere og almen high school-leben.
Albummet var ifølge medlemmerne inspireret af så forskellige grupper som Wu-Tang Clan, Depeche Mode og Weezer og indeholdt singlen 'Fire Water Burn', der blev et gigantisk hit på MTV og diverse alternative rock-stationer.
Selv om der er gået lang tid mellem de senere album-udgivelser, så er Bloodhound Gang siden fortsat i samme spor, med drenget humor og tekster om sex og kropsåbninger, på 'Hooray For Boobies' og 'Hefty Fine'.

## Diskografi
- Dinglebery Haze (EP) (1994)
- Use Your Fingers (1995)
- One Fierce Beer Coaster (1996)
- Hooray for Boobies (2000)
- Hefty Fine (2005)
- Show Us Your Hits (2010)
- Hard-Off (2015)